# Duodrame
Un duodrame est un mélodrame théâtral pour deux acteurs ou chanteurs, dans lequel la voix parlée est utilisée avec un accompagnement musical pour un effet dramatique accru. Il est particulièrement populaire à la fin du XVIIIe siècle et au début du XIXe.
Étroitement liés à l'opéra, les exemples les plus célèbres sont les œuvres de 1775 Ariane auf Naxos et Médée de Georg Benda.
Mozart admirait le travail de Benda et utilisa des techniques similaires dans Zaide (1780) et Thamos (vers 1773-1780) ; il envisagea lui-même d'écrire un duodrame intitulé Sémiramide.
Fidelio de Beethoven (1805-1814) et Der Freischütz de Carl Maria von Weber (1821) contiennent également des duodrames.
Le style est également utilisé dans les lieder et les chansons.